# キルクス

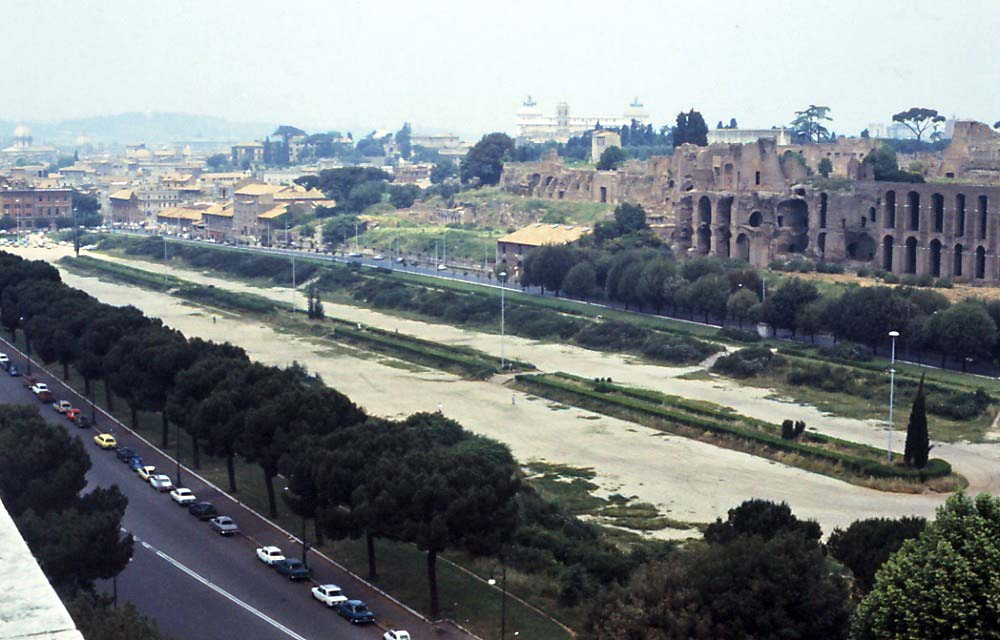
ローマのキルクス・マクシムス

キルクス（ラテン語: Circus）は古代ローマで戦車競走を行うために造られた競技場のこと。ラテン語の「キルクス」の日本語訳は単に「競技場」であるが、現代の競技場との混同を避けるため、特に「戦車競技場」と訳されることが多い。

## 概要

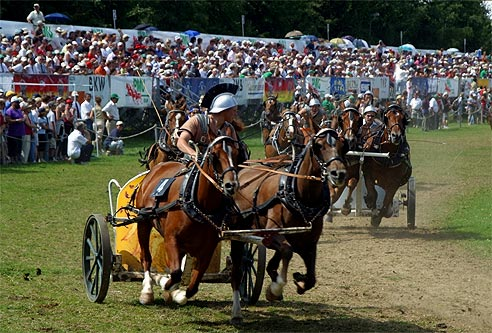
戦車競走の再現

古代ローマのキルクス（戦車競技場）は、古代ギリシアの競技場であるヒッポドロームと同様の目的を持ったものであるが、戦車競走と競馬しか行わなかったヒッポドロームとは違い、キルクスは様々な催しを行うため施設の外観や構造が少し違うものであった。キルクスはローマ劇場やアンフィテアトルム（円形闘技場）と共に、ローマ市民にとって最も人気のある娯楽施設の一つであった。キルクスでは戦車競走や競馬が催されるだけでなく、帝国の重要な記念式典なども開催されていた。専用のナウマキア（模擬海戦会場）が造られるまでは、キルクスに水を張り模擬海戦を上演することもあった。

## 建築

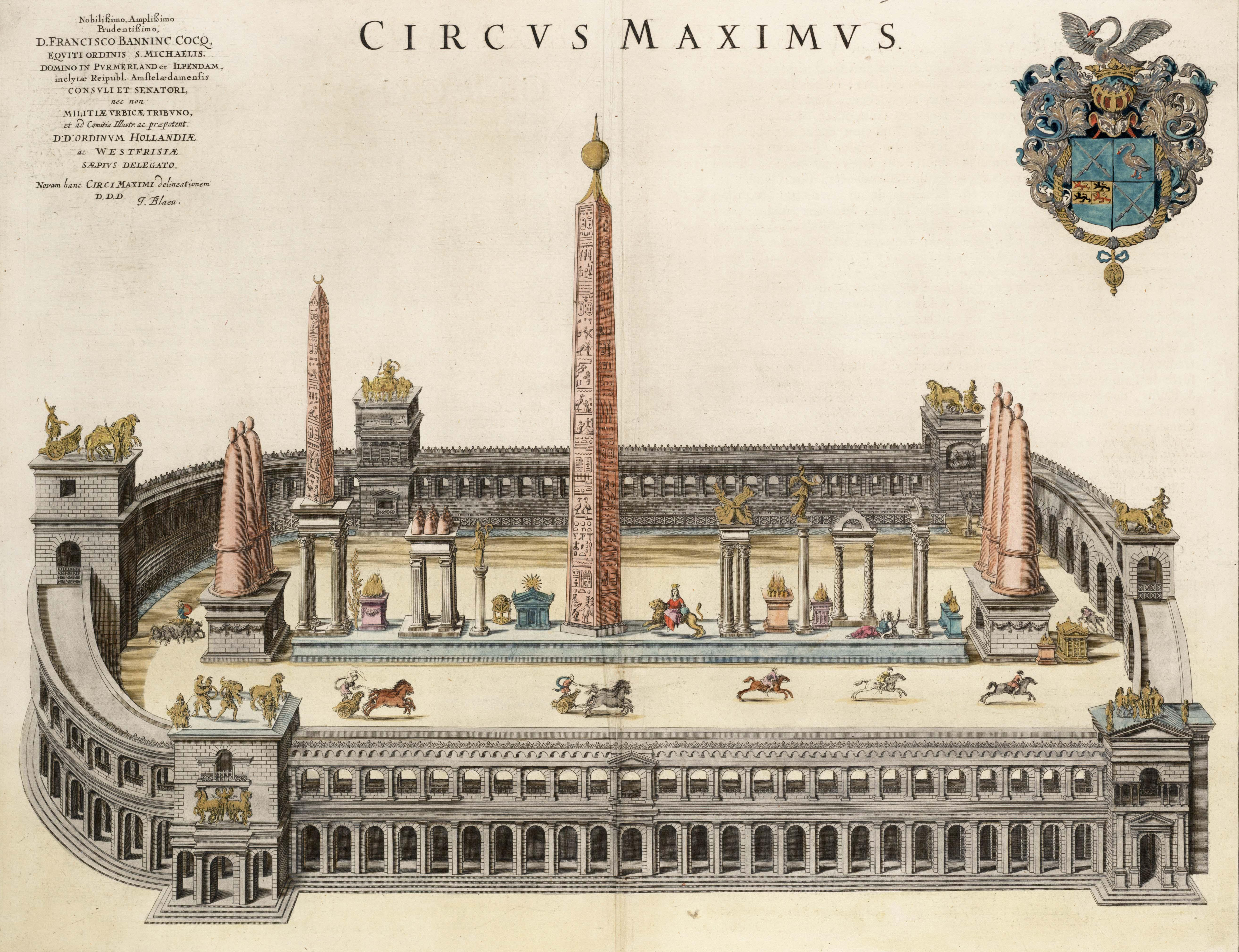
17世紀に描かれたキルクスの想像図

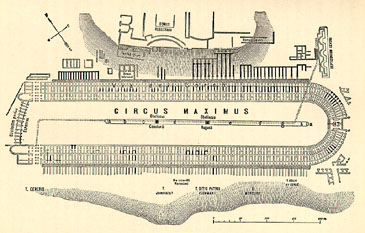
平面図

競技が行われる部分である周回走路は、競技場の長辺方向の対向直線コースがスピナ（spina）と呼ばれる分離帯で仕切られる構成であった。スピナは競技場の全長の3分の2ほどの長さであり、その両端のメタエ（metae）と呼ばれる折り返し標柱の外側を競技者が折り返すようになっていた。長辺方向の片側の端は半円形の壁になっており、もう片側は直線状に切れている壁で、通常ここにスターティングゲートであるカルケレス（carceres）が設けられていた。通常、メタエには円錐状の柱が建てられていた。また、スピナには当初は何も置かれていなかったが、時代が下がるにつれオベリスクや記念円柱、彫像などで飾られるようになっていった。
また、レースの周回数を知らせるための7個の金色の「イルカ」像が一列に並べて取り付けられた装置があり、戦車が一周する毎にイルカを下向きに回転させ口から水を吐き出させることで、あと何周残っているのか競技場の全ての人が把握できるようになっていた。時代によってはイルカではなく金色の7個の「卵」の場合もあり、卵を水槽に落としていく仕組みであったという。
周回走路の直線部および半円形部の外側には階段状の観客席が設けられており、一部分に貴賓席が設けられることもあった。
大勢の観客を観客席に誘導するため、建物の周囲には多数の入口となるアーチ門が設けられ、それらに接続され建物内に張り巡らされた通路や階段を通って、群衆が複数の経路に分かれてよどむこと無く観客席にたどり着けるようになっていた。観客席は下層から上層に向かって、身分の高い者から低い者に割り当てられていた。つまり、最前列より元老院議員階級、騎士階級、ローマ市民などが着席し、後方は庶民等に割り当てられていた。
なお、キルクスと似た形状で少し小規模の施設で、主に古代ギリシアを起源とする運動競技が催されるスタディアム（Stadium, ギリシア語: στάδιον）と呼ばれる施設もあった。一例としてローマにあるドミティアヌス競技場（現 ナヴォーナ広場）がある。

## 主な戦車競技場
ローマ市
- キルクス・マクシムス
- マクセンティウスの競技場

コンスタンティノポリス
- コンスタンティノープル競馬場

エメリタ・アウグスタ（現 メリダ）
- キルクス・マクシムス（英語版）

カルタゴ
- カルタゴの競技場（英語版）